# Arabische zwartkop
De Arabische zwartkop (Curruca leucomelaena synoniem: Sylvia leucomelaena) is een zangvogel uit de familie Sylviidae (grasmussen).

## Verspreiding en leefgebied
Deze soort komt voor in het noordoosten van Afrika en het westen en zuiden van het Arabisch Schiereiland. Er zijn vier ondersoorten:
- C. l. leucomelaena: van noordwestelijk Saoedi-Arabië tot Jemen en oostelijk tot Oman.
- C. l. negevensis: zuidoostelijk Israël en zuidwestelijk Jordanië.
- C. l. blanfordi: zuidoostelijk Egypte, noordoostelijk Soedan en Eritrea.
- C. l. somaliensis: Djibouti en noordelijk Somalië.

## Status
De grootte van de populatie is niet gekwantificeerd maar de soort wordt omschreven als algemeen. Op de Rode lijst van de IUCN heeft deze soort de status niet bedreigd.